# Ryūgasaki

Ryūgasaki (龍ヶ崎市 Ryūgasaki-shi?) este un municipiu din Japonia, prefectura Ibaraki.